# Хисар (футбольный клуб)
«Хисар» — советский и узбекистанский футбольный клуб из города Шахрисабза.

## История
Основан не позднее 1979 года. 4 сезона (1995, 1996, 2000 и 2004) выступал в Первой лиге 
Узбекистана. Также как минимум 4 раза участвовал в финальных этапах 
Второй лиги (1994, 1997, 2006 и 2011).

## Достижения
Вторая лига СССР — 8-е место в зональном турнире (1982).
Первая лига Узбекистана — 9-е место (2000).
Чемпион Узбекской ССР (1979).
Обладатель Кубка Узбекской ССР (1979).

## Известные тренеры
- Щелочков Александр Анатольевич.

## Известные игроки
- Шейхаметов Толят Абдулганиевич.